# ركب الحميد (المفلحي)

تعديل مصدري - تعديل

ركب الحميد هي إحدى قرى عزلة المفلحي بمديرية المفلحي التابعة لمحافظة لحج، بلغ تعداد سكانها 46 نسمة حسب تعداد اليمن لعام 2004.